# Горна баня (станція метро)
Горна баня — західна кінцева станція лінії М3 Софійського метрополітену, відкрита 24 квітня 2021 року у складі черги «Овча купел» — «Горна баня». Для пересадки зі станції метро на потяги національної залізничної мережи одночасно була відкрита пересадкова залізнична станція «Горна баня».

## Розташування
Знаходиться у кварталі Овча купел II адміністративного району Овча купел Столичної общини (болг. Община Столична). Станція розташована в західній частині залізничного вокзалу. «Овча купель 2», через кільцеву дорогу. Вхід/вихід з неї здійснюється через підземний перехід під вулицею Бойчо Бойчев. Станція має 4 виходи.